# Línea 19 (San Juan)
La línea 19 es una línea de colectivos que une las ciudades de San Juan con Caucete, Pie de Palo, Media Agua, Casarinas, Tupellí y Colonia, en la provincia de San Juan. 

## Recorrido
Bodegas Peñaflor

## Fuente encontrada
Sito oficial